# Podbořanský Rohozec
Podbořanský Rohozec är en ort i Tjeckien.   Den ligger i regionen Ústí nad Labem, i den västra delen av landet, 80 km väster om huvudstaden Prag. Podbořanský Rohozec ligger 501 meter över havet och antalet invånare är 122.
Terrängen runt Podbořanský Rohozec är kuperad åt sydväst, men åt nordost är den platt. Runt Podbořanský Rohozec är det ganska glesbefolkat, med 39 invånare per kvadratkilometer. Närmaste större samhälle är Kadaň, 18,5 km norr om Podbořanský Rohozec. Trakten runt Podbořanský Rohozec består till största delen av jordbruksmark.